# Ju-jutsu Kai

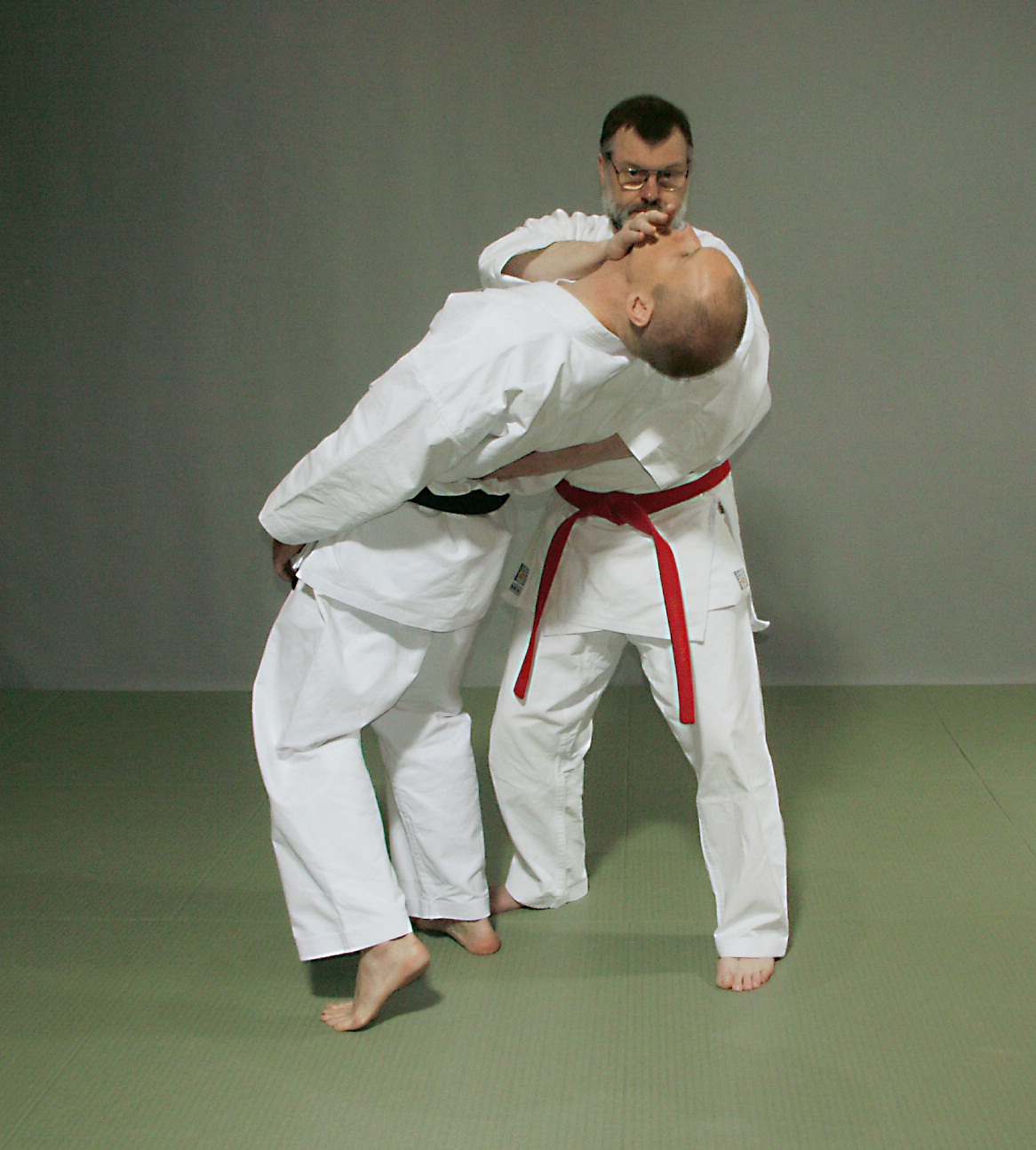
O soto osae

Ju-jutsu Kai är den största jū-jutsu-stilen i Sverige. Stilen Ju-jutsu Kai utvecklades av bland andra Hans Greger, som innehar titeln sōke, i början på 1970-talet. Den utövas klädd i gi och har till stor del terminologin på japanska. 

## Organisation
Länge var stilen den enda jūjutsu-stil som var representerad i Svenska Budoförbundet, och omnämndes ibland som "ju-jutsusektionen". Idag sköts stilrelaterade frågor utanför sektionen, och stilen Ju-jutsu Kai administreras av Svenska Ju-jutsuförbundet vars stilchef sedan december 2023 är Bertil Bergdahl. Svenska Ju-jutsuförbundet kännetecknar sig själv med mottot: "Självförsvar med tradition och kvalitet".
Ju-jutsu Kai är uppdelat i två delar - ett med kyū- och dangrader för vuxna, och ett speciellt anpassat barnsystem, monsystemet, för barn och ungdomar mellan 9 och 14 år. Dessutom finns riktlinjer för knatteverksamhet för barn mellan 7 och 9 år.
I Svenska Ju-jutsuförbundet finns också Riksgraderingskommittén som ansvarar för graderingar. Riksgraderingskommittén handhar alla graderingar till dangrader. Bertil Bergdahl är ordförande i Riksgraderingskommittén.

## Träningsmetoder
Stilen Ju-jutsu Kai är ett modernt "självförsvar med tradition och kvalitet" och har som inställning att jū-jutsu skall vara roligt. Det passar de flesta och är omväxlande och innehållsrikt, och det erbjuder genomgående bra självförsvarsträning. Det är samtidigt en allsidig motionsform, en traditionsrik budōart och en tuff kampsport med möjlighet till tävling för de som vill. Systemet bygger på ett antal centrala grundtekniker och därutöver ett brett utbud av olika tillämpningar. Teknikerna övas många gånger så att rörelserna "nöts in i kroppen" och genom alla upprepningar skapas reflexer, vilket medför att teknikerna kan utföras direkt och omedvetet. 

### Tekniker
Stilen innehåller ett stort antal kihon waza (grundtekniker) som omfattar nage waza (kast), kansetsu waza (ledbrytningar), ukemi waza (falltekniker), uke waza (blockeringar), katame waza (kontrollgrepp) och atemi waza (distraheringstekniker). Dessa Kihon waza anpassas därefter i jigo waza (försvarstekniker) med fasta angrepp. Stilen har också många olika former av randori (fri träningsform). 

### Kata
En sluten träningsmetod som en del av systemet är också kata i form av fasta noga prövade rörelsemönster. Systemet innehåller flera "kata" från 1 kyu (brunt bälte) och uppåt, men som graderingskrav finns numera bara kime no kata kvar som krav till femte dan (femte graden av svart bälte).

## Ju-jutsu Kais grundprinciper
Egen bra balans: Du skall alltid ha god balans i alla delar av försvarstekniken. Sträva efter att ha båda fötterna under Din kropp och håll ryggen rak. Det är viktigt att alltid ha full kontroll och uppsikt åt alla håll under försvarstekniken så att andra motståndare inte kan angripa Dig.
Motståndarens obalans: Sträva efter att försätta motståndaren i obalans omedelbart vid angreppet och bibehåll obalansen tills motståndaren är under full kontroll. Tillse att motståndaren aldrig återfår initiativet till ett nytt angrepp.
Egen bästa styrka: Sträva alltid efter att hålla dina händer och armar i ”kraftcirkeln” d.v.s. händerna framför Dig med handflatorna mot varandra och vanligtvis inte bredare mellan händerna än Din axelbredd. På så vis utnyttjar du din muskelstyrka på ett effektivt sätt.
Motståndarens sämsta styrka: Sträva efter att omedelbart få motståndarens armar ur dennes ”kraftcirkel” för att försvaga motståndaren. Utnyttja alltid motståndarens rörelse i ditt försvar och undvik att få onödiga stopp i tekniken. Vid varje tillfälle en teknik stannar upp har motståndaren möjlighet att angripa dig igen.

## Bältesfärger
Kunskapsnivån i Ju-jutsu Kai visas upp på en gradering, där man efter godkänt resultat får bältesfärgen som står näst på tur.
För små barn finns ett "knattesystem" som bär vita bälten där träningstiden anges med ett rött streck per termin utan krav på gradering. Mon-systemet används för barn från nio upp till och med 14 års ålder med särskilda graderingstekniker. Vid fyllda 14 år får ungdomar gradera i vuxensystemet varvid den som har uppnått hög mon-grad kan få göra en dubbelgradering och vid samma tillfälle visa upp teknikerna till 5:e och 4:e kyu. För att få gradera till 1:a dan, svart bälte, krävs att eleven är fyllda 18 år och har tränat ju-jutsu i minst fem år.
Upp till och med 5:e dan genomförs teknisk examination vid gradering. Gradering till högre grader sker genom utnämning av förbundsstyrelse i samråd med RGK (riksgraderingskommittén).
De två högst graderade är grundaren Hans Greger (10:e dan) och Viking Cronholm (10:e dan) som erhöll graden postumt.

## Vuxensystem
| Grad              | Bälte | Rekommenderad träningstid |
| ----------------- | ----- | ------------------------- |
| 6:e kyu           |       | Nybörjare                 |
| 5:e kyu           |       | En termin                 |
| 4:e kyu           |       | Ett år                    |
| 3:e kyu           |       | 1½ - 2 år                 |
| 2:a kyu           |       | 2½ - 3 år                 |
| 1:a kyu           |       | 3½ - 4 år                 |
| 1:a dan           |       | 5 - 5½ år                 |
| 2:a dan           |       | 6 år                      |
| 3:e dan           |       | 8 år                      |
| 4:e dan           |       | 10 år                     |
| 5:e dan           |       | 13 år                     |
| 6:e till 8:e dan  |       |                           |
| 9:e till 10:e dan |       |                           |

"Träningstid" avser rekommenderad minimitid innan bältet kan uppnås

## Monsystemet
Inom Ju-jutsu Kai finns ett speciellt ju-jutsusystem för barn och ungdom. Detta system kallas monsystemet och är anpassat för åldersgruppen 9-14 år. Monsystemet är anpassat för växande individer där hårda brytningar mot leder, slag och sparkar är borttagna. Monsystemet innehåller mycket rörelse för att öva upp koordinationsförmågan. Träningen är lekfull men strikt för att lära ut hänsyn för kamrater och instruktörer. 
Monbältet är vitt med en färgad remsa. Färgerna har tidigare haft samma ordning som för vuxna: vitt utan remsa, sedan gul, orange, grön, blå och brun remsa. April 2024 ändrades monsystemet, och bältena ändrades till att endast gå upp till grön färg, där varannan är ett vitt bälte med färgat streck, och nästa är ett färgat bälte med vitt streck: vitt, vit-gul, gul-vit, vit-orange, orange-vitt, vit-grönt och grön-vit.
För yngre barn finns även sedan år 2006 riktlinjer för knatteverksamhet. Knattarna tränar särskilt utvalda tekniker ur monsystemet samt övar koordination och motorik under lekfulla former. Knattarna bär vita bälten med ett rött tvärstreck för varje termins träning. Ingen teknisk gradering är nödvändig för att erhålla nästa streck men man avslutar ofta terminen med en uppvisning.

### Monbälten
| Grad    | Bälte             | Rekommenderad träningstid |
| ------- | ----------------- | ------------------------- |
| 7:e mon | vitt bälte        | Nybörjare                 |
| 6:e mon | vit-gult bälte    | En termin                 |
| 5:e mon | gul-vit bälte     | Ett år                    |
| 4:e mon | vit-orange bälte  | 1½ år                     |
| 3:e mon | orange-vitt bälte | 2 år                      |
| 2:a mon | vit-grönt bälte   | 3 år                      |
| 1:a mon | grön-vitt bälte   | 4½ år                     |

### Knattebälten
Barn från sju till nio år bär vita bälten med ett 1 cm rött tvärstreck för varje termin som eleven tränat. Strecken sys på vänstra änden av bältet med det första 5 cm från änden och de därpå följande med 1 cm mellanrum.